# Нафанаил (Бойкикев)

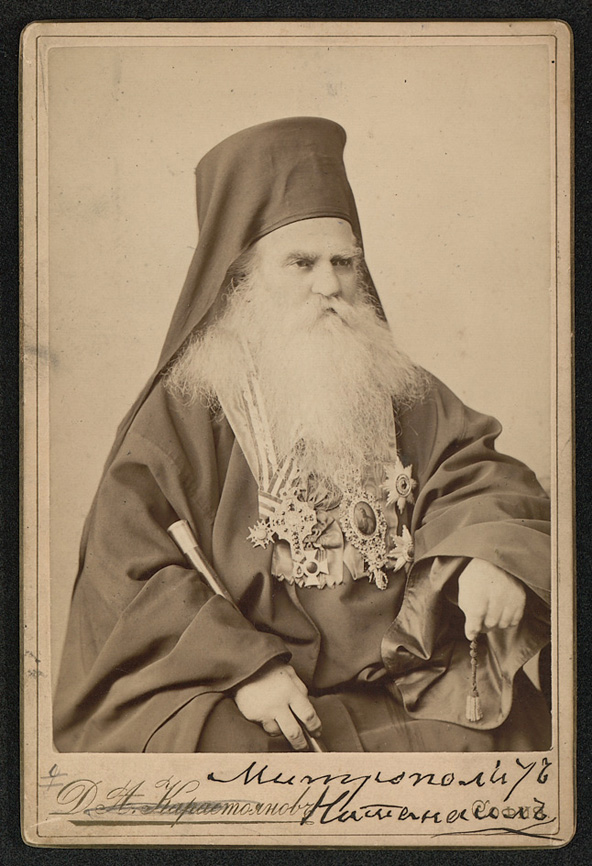
Митрополит Нафанаил (Бойкикиев)

Митрополит Нафанаил (в миру Нешо (Недялко) Стоянов (Станков) Бойкикев; 26 октября 1820, Кучевиште, Османская империя — 18 сентября 1906, Пловдив) — епископ Болгарской православной церкви, митрополит Пловдивский. Болгаро-македонский писатель, общественный деятель, революционер, один из организаторов Кресненско-Разложского восстания.

## Биография
Будущий владыка родился в 1820 году в македонском селе Кучевище, на Скопийской Чёрной горе. Его брат Златан стал революционером.
Обучался в Кучевищком монастыре, а в 1835 году уехал учиться в Самоков при помощи учителя Николы Тонджора, в доме которого жил. После этого продолжал образование в Прилепе, где вместе с учителем Георгем Самуркашевым из Велеса перевёл «во простий и краткий язик болгарский» трактат «Служение еврейско и все злотворение нихно», напечатанный в 1838 году.
В 1837 году пострижен в монашество в Зографском монастыре с именем Нафанаил. Там он обратил на себя внимание Анатолия Зографского, который отметил его одарённость, патриотизм и помог ему отправиться учиться в Россию.
Один год он обучался в Кишинёвском духовном училище, а затем поступил в Одесскую духовную семинарию.
В 1840—1841 годы вместе с Захарием Княжеским перевёл «Зерцало или огледало християнское», напечатанное в Москве в 1847 году.
В 1843 году участвовал в собрании болгарских студентов и учеников в Одессе, которые провозгласили идею создания автокефальной Болгарской церкви.
В 1846 году через Захария Княжевского в Санкт-Петербурге просил у русского правительства церковных книг, утвари и денежной помощи для открытия болгарского богословского училища в Константинополе.
По окончании семинарии поступил в 1847 году в Киевскую духовную академию.
Вёл переписку со своими соплеменниками в Македонии, поддерживая связь с деятелями болгарского национального возрождения, а его письма публично читались в Скопье, Велесе, Прилепе и других городах.
В 1851 году окончил духовную академию со степенью кандидата богословия за сочинение «О том, что Болгарский Архиепископ в древния времена не зависел ни от Римского, ни от Константинопольского Патриарха», которая вскоре была переведена на болгарский язык и распространялась в Болгарии в разгар церковно-национальной борьбы болгар с греками-фанариотами.
Был рукоположён в сан иеромонаха в Киеве. Был дружен с Константином Петковичем, Георгием Раковским, Василием Априловым, Николаем Палаузовым и многими другими видными болгарскими и русскими общественными и духовными деятелями. Путешествовал по России, Австро-Венгрии, Сербии, Валахии, Молдове и Османской империи.
В 1852 году совместно с Константином Петковичем и Парфением Зографским составил проект «Болгарской матицы», который так и остался неосуществлённым.
В 1853 году издал на церковнославянском языке в Праге книгу «Приятелское писмо от българина к гръку», в которой писал о глубинных причинах болгарско-греческой церковной распри.
В 1863 году, вместе с Иваном Селиминским, архимандрит Нафанаил был болгарским делегатом в Моравии на чествовании 1000-летия апостольской миссии святых Кирилла и Мефодия.
С 1854 по 1869 год как представитель Зографского монастыря был игуменом Добровецкого монастыря в Молдове. В 1864 году «болгаризировал» «Краткое изъяснение Божественной Литургии», которое издал в Котеле, которое подписал: «Сѫщій Славѧно-Българинъ вашь свѧщенноиннокъ Натанаилъ Стоѧновъ».
Когда, благодаря энергичному содействию русского посла в Константинополе Н. П. Игнатьева, дело Болгарской автокефалии восторжествовало, - Нафанаил в сентябре 1872 года был рукоположён в первого митрополита Българского экзархата в Охриде. Однако, соответствующий султанский берат он получил лишь в 1874 году. В 1873 году Нафанаил издал в Константинополе историко-юридический труд «За Юстинианови права на Охридска архиепископия или за църковна независимост и самостоятелност на Охридско-Българско священоначалие».
В начале Русско-турецкой войны в 1877 году османские власти, не без оснований сомневаясь в лояльности Владыки, препроводили его из Охрида в Константинополь.
После неблагоприятного для македонских болгар Берлинского конгресса, Нафанаил возглавил тайный штаб по организации Кресненско-Разложского восстания (1878—1879 гг.). Среди руководителей восстания прославились своей доблестью македонский общественный деятель Димитр Поп-Георгиев-Беровский (начальник повстанческого штаба) и донской сотник Адам Калмыков. Однако, конфликт Калмыкова с македонскими гайдуками-ветеранами и ряд других причин привели к поражению восстания...
В письме от 15 июля 1878 года Владыка сообщал князю Александру Дондукову-Корсакову о сожжённых турками сёлах, о совершённых ими убийствах, избиениях, изнасилованиях в окрестностях Битоля, Охрида и Прилепа. С большим трудом Владыке удалось вызволить Беровского из турецкой тюрьмы. После окончательного поражения повстанцев, Нафанаил выехал из Константинополя в Болгарское княжество.
Владыка поселился в Софии, а затем переехал во Врацу, а в 1880 году был назначен митрополитом Ловешским, поскольку его возвращение в пределы Османской империи сделалось невозможным, по причине его открывшегося участия в Кресненском восстании.
24 марта 1891 года Нафанаил был назначен Пловдивским митрополитом. На этом посту он оставался вплоть до своей кончины.
Являлся действительным членом Болгарского литературного общества.
Скончался 18 сентября 1906 года в Пловдиве. Через три года после смерти увидела свет его уникальная автобиография «Жизнеописание митрополита охридско-пловдивскаго Натанаила».